# Liste der Kulturdenkmale in Minkwitz (Leisnig)
In der Liste der Kulturdenkmale in Minkwitz sind die Kulturdenkmale des Leisniger Ortsteils Minkwitz verzeichnet, die bis Mai 2023 vom Landesamt für Denkmalpflege Sachsen erfasst wurden (ohne archäologische Kulturdenkmale). Die Anmerkungen sind zu beachten.
Diese Aufzählung ist eine Teilmenge der Liste der Kulturdenkmale in Leisnig.

## Minkwitz
| Bild                                    | Bezeichnung                                  | Lage                             | Datierung                 | Beschreibung | ID       |
| --------------------------------------- | -------------------------------------------- | -------------------------------- | ------------------------- | --- | -------- |
| Direkt Bild zu diesem Denkmal hochladen | Stallscheune eines Vierseithofes             | Gutsweg 4 (Karte)                | 1860–1863                 | Prächtiger imposanter Wirtschaftsbau mit Sichtfachwerk, Dokumentationswert, heute Wohnhaus. Umbau zum Wohnhaus ist Vorzeigebeispiel für Umbau und Sanierung, ehemaliger Pferdestall, Lehm-Fachwerk im Obergeschoss mit Drempelgeschoss, im ersten Obergeschoss ehemals Kammern für Saisonarbeiter, Altliste. | 08967588 |
| Direkt Bild zu diesem Denkmal hochladen | Wohnstallhaus eines ehemaligen Dreiseithofes | Gutsweg 5a (Karte)               | Zwischen 1700 und 1740    | Ältestes Fachwerkhaus des Ortes mit einer Fachwerkkonstruktion im Obergeschoss aus dem beginnenden 18. Jahrhundert in sehr gutem Originalzustand, von ortsgeschichtlicher, hausgeschichtlicher sowie ortsbildprägender Bedeutung. Zwei Geschosse, Obergeschoss Sichtfachwerk mit K-Streben, Satteldach mit Ziegeldeckung, Altliste, Erdgeschoss massiv verputzt, Obergeschoss Fachwerk mit Füllhölzern zwischen Rähm und Schwelle, halber Mann, Kopfstreben teilweise geblattet, in Brüstungsfeldern Docken, steiles Satteldach, Frackdach durch traufseitige Erweiterung, hofseitig Dach vorkragend, 2000 denkmalgerecht saniert. | 08967587 |
| Direkt Bild zu diesem Denkmal hochladen | Wohnhaus eines Bauernhofes                   | Minkwitzer Landstraße 15 (Karte) | 2. Hälfte 18. Jahrhundert | Verputzter Fachwerkbau in gutem Originalzustand, mit Korbbogenportal, vermutlich 18. Jahrhundert, von bau- und sozialgeschichtlichem Wert. Zwei Geschosse, kleine originale Fenster, Korbbogenportal aus Naturstein-Werkstein, Bruchsteinmauerwerk verputzt im Erdgeschoss, Krüppelwalmdach, Obergeschoss Fachwerk. | 08967591 |

## Tabellenlegende
- Bild: Bild des Kulturdenkmals, ggf. zusätzlich mit einem Link zu weiteren Fotos des Kulturdenkmals im Medienarchiv Wikimedia Commons. Wenn man auf das Kamerasymbol klickt, können Fotos zu Kulturdenkmalen aus dieser Liste hochgeladen werden:
- Bezeichnung: Denkmalgeschützte Objekte und ggf. Bauwerksname des Kulturdenkmals
- Lage: Straßenname und Hausnummer oder Flurstücknummer des Kulturdenkmals. Die Grundsortierung der Liste erfolgt nach dieser Adresse. Der Link (Karte) führt zu verschiedenen Kartendiensten mit der Position des Kulturdenkmals. Fehlt dieser Link, wurden die Koordinaten noch nicht eingetragen. Sind diese bekannt, können sie über ein Tool mit einer Kartenansicht einfach nachgetragen werden. In dieser Kartenansicht sind Kulturdenkmale ohne Koordinaten mit einem roten bzw. orangen Marker dargestellt und können durch Verschieben auf die richtige Position in der Karte mit Koordinaten versehen werden. Kulturdenkmale ohne Bild sind an einem blauen bzw. roten Marker erkennbar.
- Datierung: Baubeginn, Fertigstellung, Datum der Erstnennung oder grobe zeitliche Einordnung entsprechend des Eintrags in der sächsischen Denkmaldatenbank
- Beschreibung: Kurzcharakteristik des Kulturdenkmals entsprechend des Eintrags in der sächsischen Denkmaldatenbank, ggf. ergänzt durch die dort nur selten veröffentlichten Erfassungstexte oder zusätzliche Informationen
- ID: Vom Landesamt für Denkmalpflege Sachsen vergebene, das Kulturdenkmal eindeutig identifizierende Objekt-Nummer. Der Link führt zum PDF-Denkmaldokument des Landesamtes für Denkmalpflege Sachsen. Bei ehemaligen Kulturdenkmalen können die Objektnummern unbekannt sein und deshalb fehlen bzw. die Links von aus der Datenbank entfernten Objektnummern ins Leere führen. Ein ggf. vorhandenes Icon  führt zu den Angaben des Kulturdenkmals bei Wikidata.